# SPOON (ストリーミングサービス)
Spoon(スプーン)は、Spoonlabsが運営する個人向けの音声ライブストリーミングサービス。

## 概要
主として個人による音声ライブ配信を仲介する配信プラットフォームサービスの一種だが、2021年からはオリジナル番組の配信も行われている。2016年に韓国語版が開始。日本語版は2018年3月29日に開始。
配信者は専用のスマートフォン向けアプリから音声配信を行う。リスナーはスマートフォン向けアプリや、ウェブサイト上から番組の聴取を行う。リスナーは、コメントやギフトを配信者に送って応援することができる。
2021年4月時点のユーザー数は全世界累計で3000万ユーザーを超えている。

## 機能
LIVE(ライブ)
顔出し無しの、声だけのライブ配信。リスナーはコメントで配信者とコミュニケーションを取ることができる。コラボ機能では、配信者と音声通話を行うことができる。
ライブ配信は1回につき基本2時間で、課金アイテムを使うことで最長4時間まで行うことができる。
CAST(キャスト)
録音された音声コンテンツを登録できるストック型コンテンツ。“歌ってみた” “録音型ラジオ” “ASMR”等、様々なコンテンツを自由に投稿することができる。
TALK(トーク)
音声リクエスト機能であり、音声掲示板のようなサービス。セリフのリクエストや、大喜利などがある。ボタンを押すだけで録音でき、非常に簡単に投稿できる。

## 沿革
2016年
3月 - 韓国にてSpoonをリリース
2017年
9月 - Spoonインドネシア、ベトナムサービスリリース
2018年
3月29日 - Spoon日本サービス「SPOONラジオ」リリース
11月 - Spoonサウジアラビア等GCC5ヶ国サービスリリース
2019年
7月 - 累計ダウンロード数1000万達成
8月 - 月間利用ユーザー(世界)200万達成
9月 - Spoonアメリカサービスリリース
2020年
2月6日 - アニメーション映画『泣きたい私は猫をかぶる』サブキャラクターの声優オーディションに協力
4月10日 - 連載漫画『君は放課後インソムニア』とコラボ
4月23日 - ロゴデザインをリニューアル。サービスの正式名称も「SPOONラジオ」から「Spoon」に統一。
5月 - 全世界累計2000万インストール突破
2021年
4月1日 - TBSラジオと共同で初の冠ラジオ番組『Spoon presents 梶裕貴 声のひとさじ』を開始
11月22日 - 宇垣美里がレギュラーMCを務める『宇垣美里の夜ナ夜ナ漫画研究部』開始

## 日本での運営法人
株式会社Spoonlabs Japan(スプーンラボジャパン)は、千代田区の企業。代表取締役は崔赫宰。日本国内におけるサービス責任者は川村絵美香。
韓国VCNCが運営するマッチングアプリ「Between」の日本法人として2013年に設立されたが、2018年に韓国Mykoonが全株式を取得して社名を変更した。

その後、親会社の社名変更に伴って再度社名が変更された。

### 会社沿革
2013年4月
「株式会社VCNC Japan」設立。
2016年3月
韓国にてSpoonサービスリリース
2018年4月
日本にてSpoonサービスリリース
2018年8月16日
「株式会社Mykoon Japan」に社名変更。
2020年6月9日
「株式会社Spoon Radio Japan」に社名変更。
2024年7月
ショートドラマプラットフォーム Viglooサービスリリース
2024年9月19日
「株式会社Spoonlabs Japan」に社名変更。

## イベント

### 次世代プロジェクト「NEXT RADIO STAR」
期間：2024年 8月 9日(金) 〜 2024年10月27日 (日)
2024年、Spoonは「Next Radio Star」というラジオDJ募集イベントを開催した。このイベントは、新たな音声配信の才能を発掘し、ライブ配信やラジオ業界でのデビューを目指す人々を支援することを目的としている。参加者は、自身のオリジナルラジオ番組を制作し、Spoonのプラットフォーム上で配信することが求められる。応募者の中から選ばれたDJたちには、総額300万円の賞金が授与され、優勝者を含む選ばれたDJたちがプロとしての活動機会を得ることができる。
詳細はSpoon公式サイトで確認できる。